# Cù Hậu
Cù Hậu, död 111 f.Kr., var en drottning av Nanyue, gift med kung Zhao Yingqi (regerande 122-115 f.Kr.). Hon var mor till kung Zhao Xing (regerande 115-111 f.Kr.). Hon var regent under sin sons minderårighet. Hon och hennes son underkastade sig kinesisk överhöghet på rikets vägnar, och blev därför mördade av premiärminister Lü Jia. 